# 22492 Mosig
22492 Mosig este un asteroid din centura principală de asteroizi.

## Descriere
22492 Mosig este un asteroid din centura principală de asteroizi. A fost descoperit pe 6 aprilie 1997 la Socorro, New Mexico, în cadrul proiectului LINEAR. Asteroidul prezintă o orbită caracterizată de o semiaxă mare de 2,88 ua, o excentricitate de 0,02 și o înclinație de 3,3° în raport cu ecliptica.